# ميا سارا
ميا سارا (بالإنجليزية: Mia Sara)‏ وإسمها الحقيقي ميا سارابوكيلو (بالإيطالية: Mia Sarapochiello)‏ هي ممثلة أمريكية ولدت في يوم 19 يونيو 1967 في مدينة نيويورك في الولايات المتحدة من أبرز الأفلام التي مثلت فيها هو فلم إسطورة (فلم) في سنة 1985 و في فلم تايمكوب مع جين كلود فان دام في سنة 1994.

## روابط خارجية
- ميا سارا على موقع IMDb (الإنجليزية)
- ميا سارا على موقع روتن توميتوز (الإنجليزية)
- ميا سارا على موقع ألو سيني (الفرنسية)
- ميا سارا على موقع أول موفي (الإنجليزية)
- ميا سارا على موقع قاعدة بيانات الأفلام السويدية (السويدية)
- ميا سارا على موقع إن إن دي بي (الإنجليزية)
- ميا سارا على موقع قاعدة بيانات الفيلم (الإنجليزية)
- ميا سارا على موقع كينوبويسك (الروسية)